# 三階六邊形鑲嵌蜂巢體
在雙曲幾何學中，三階六邊形鑲嵌蜂巢體又稱三階六邊形鑲嵌堆砌，是一種完全填滿仿緊雙曲空間的幾何結構，是十一種三維仿緊正雙曲密鋪之一，由正六邊形鑲嵌的胞組成。由於其胞為一種無限面體，因此該幾何結構為仿緊空間。

## 性質
三階六邊形鑲嵌蜂巢體由無限多個正六邊形鑲嵌胞組成，每條稜都是三個正六邊形鑲嵌的公共稜，每個正六邊形鑲嵌胞的頂點都落在雙曲極限球（雙曲三維極限圓）上。三階六邊形鑲嵌蜂巢體的頂點圖為正四面體，代表著三階六邊形鑲嵌蜂巢體的每個頂點都是4個正六邊形鑲嵌的公共頂點。
三階六邊形鑲嵌蜂巢體在施萊夫利符號計為 {6,3,3} ，其中 {6,3} 正六邊形鑲嵌，加一個3表示每條稜都是三個正六邊形鑲嵌的公共邊。其頂點圖為 {3,3} 正四面體。

## 圖像
這個圖像是一個三階六邊形鑲嵌蜂巢體龐加萊模型的外視角，其顯示了蜂巢體中的一個六邊形鑲嵌胞，其半徑與極限球相同。在這個投影圖上，無限延伸的六邊形朝向一個理想點不斷趨近。
| {6,3,3}                        | {∞,3}                                                  |
| ------------------------------ | ------------------------------------------------------ |
|                                |                                                        |
| 蜂巢體中的其中一個六邊形鑲嵌胞 | 三階無限邊形鑲嵌中的無限邊形（綠色）及其外接圓極限圓。 |

## 相關多胞體與堆砌
三階六邊形鑲嵌蜂巢體是十一種三維仿緊正雙曲密鋪之一，其他十種三維仿緊正雙曲密鋪為：
| {6,3,3} （鑲嵌蜂巢體） | {6,3,4} （鑲嵌蜂巢體） | {6,3,5} （鑲嵌蜂巢體） | {6,3,6} （鑲嵌蜂巢體） | {4,4,3} （鑲嵌蜂巢體） | {4,4,4} （鑲嵌蜂巢體） |
| {3,3,6} （多面體堆砌） | {4,3,6} （多面體堆砌） | {5,3,6} （多面體堆砌） | {3,6,3} （鑲嵌蜂巢體） | {3,4,4} （鑲嵌蜂巢體） |                        |